# مارتین کمپ (سرگرم‌کننده)
مارتین کمپ (انگلیسی: Martin Kemp؛ زادهٔ ۱۰ اکتبر ۱۹۶۱) یک هنرپیشه اهل بریتانیا است.
او عضو گروه اسپاندئو بالت است.
او در فیلم آغوش خون‌آشام بازی کرده‌است.